# Levon Schant

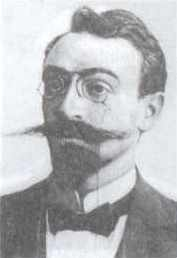
Levon Schant

Levon Schant (armenisch Լեւոն Շանթ, geboren mit dem Familiennamen Նահաշպետեան Nahashbedian, später umgeändert in Սեղբոսեան Seghposian; * 6. April 1869 in Istanbul; † 29. November 1951 in Beirut) war ein armenischer Dramatiker, Schriftsteller, Dichter und Gründer der „Stiftung der nationalen Kultur“.
Seghposian wuchs in einer wohlhabenden Familie auf, wurde aber im Alter von sechs Jahren zum Waisen. 1891 begann er zu schreiben und legte sich das Pseudonym Schant (Blitz) zu. Von 1892 bis 1899 studierte er an den Universitäten Leipzig, Jena und München, danach ging er nach Paris. Nach Aufenthalten in Tiflis und Istanbul kam er 1913 nach Europa zurück und entging so dem Armenier-Völkermord ab 1915. Von 1918 bis 1920 war Schant in Jerewan Mitglied des Parlaments der neugegründeten Demokratische Republik Armenien, 1921 nach deren Eingliederung in die Sowjetunion wurde er inhaftiert. Durch eine Untergrundorganisation befreit, gelangte er zunächst nach Teheran, bevor er sich für den Rest seines Lebens im Libanon niederließ. In Beirut war er Mitbegründer der Erziehungs- und Kulturgesellschaft Hamazkayin und Vorsteher der Armenischen Akademie.

## Werke
- Der „Ich“ Mann (Esi marde), 1901
- Für jemanden Anderen (Urishi hamar), 1903
- Auf dem Weg (Chambun vray), 1904
- Antike Götter (Hin astuatsner), 1908
- Die Prinzessin der gefallenen Burg (Inkats berdi ishkhanuhin)
- Der Imperator

Die beiden Stücke Der Imperator und Antike Götter sind die meist inszenierten armenischen Dramen.
Seine Werke waren in der Sowjetunion verboten.